# فرج العمران
فرج العُمران القطيفي (21 ديسمبر 1903 - 25 فبراير 1978) فقيه مسلم وشاعر وکاتب سعودي في القرن 20 م/ 14 هـ. ولد في القطيف ونشأ بها ودرس مقدمات فيها على الأساتذة منهم أحمد السنان ثم في النجف على عبد الكريم الجزائري وعاد إلى بلده وقام بالتدريس والإرشاد. وله مؤلفات عديدة في موضوعات شتى وديوان الشعر. توفي في مسقط رأسه ودفن بها.

## سيرته
ولد فرج بن حسن بن أحمد بن حسين بن محمد علي آل عمران القطيفي في القطيف 2 شوال 1321 هـ/ 21 ديسمبر 1903 م ونشأ فيها. قرأ أولياته الأدبية والعلمية على باقر الجيشي وقراء سطوحه الفقهية الجعفرية والأصولية على محمد حسين العبد الجبار وأحمد السنان وأحمد الكوكبي ومحمد صالح المبارك. هاجر إلى النجف في شعبان 1356 هـ/ أكتوبر 1937 وحضر الأبحاث العالية فقهاً وأصولاً على عبد الكريم الجزائري ومحمد علي الجمالي الخراساني ثم رجع إلى بلده مزوداً بالإجازات العلمية واستقر بها مرشداً ومبلغا شرعية ومدرساً. تتلمذ على يديه جمع من الطلاب واشتهر في القطيف ونظم الشعر. أُجيز بالرواية عن محمد مهدي الأصفهاني ويروي بالإجازة أیضا عن أبو القاسم الخوئي وعبد الله السبزواري ومحسن الحكيم ونجم الدين العسكري ومحمد رضا الطبسي وهادي كاشف الغطاء ومحمد رضا آل ياسين وآغا بزرك الطهراني وآخرون. 

توفي في القطيف 18 ربيع الأول 1398 هـ/ 25 فبراير 1978 م (أو يقال 23 ربيع الأول) ودفن بها بمقبرة الحباكة.

## شعره
بدأ ينظم الشعر في سن مبكر وعرف بشاعريته مقرضا للكثير وراثيا للأعلام وغيرهم وتخميساته لجملة من النصوص الشعرية وقد كان سريعا ومبدعا في نظم التواريخ كالمواليد والوفيات وغيرها. له ديوان ومنظومات مطبوعة ومخطوطة.

## حياته الشخصية
تزوج في 20 ذي القعدة 1343هـ/ 11 يونيو 1925 بشهربان بنت ملا حسن (المولودة في ربيع الثاني 1321 هـ/ يوليو 1903) ولهما: خديجة (22 جمادى الأولى 1346 / 16 نوفمبر 1927-؟)، محمد وحسن وعلي وفاطمة وحسين وعمران وزينب وعلي وزهراء والأخير سعيد.

## مؤلفاته
- الأزهار الأرجية في الآثار الفرجية
- تحفة أهل الإيمان ومستدركه
- مجمع الأنس في شرح حديث النفس
- النفحات الأرجية
- الدرر المحازات في الرخض والإجازات
- الروض الأنيق في الشعر الرقيق، شعره.
- سقط الغوالي
- الرحلة النجفية
- العلم الجيز في خير الأراجيز
- مرشد العقول في علم الأصول
- الدرر والغرر، منظومة.
- ثمرات الإرشاد
- ليلة القدر
- الأصوليون والأخباريون فرقة واحدة
- قبلة القطيف
- وفاة زينب الكبرى
- الخمس على المذاهب الخمسة
- الروضة الندية في المراثي الحسينية
- وسيلة المشتاق
- واجبات المرأة المسلمة
- ديوان شعر، مخطوط.
- الجوهرة، أرجوزة في أصول الدين، مخطوط.
- الدرة اليتيمية، أرجوزة في النحو، مخطوط.
- درة الصدق، مخطوط.